# Кінаед мак Іргалайг

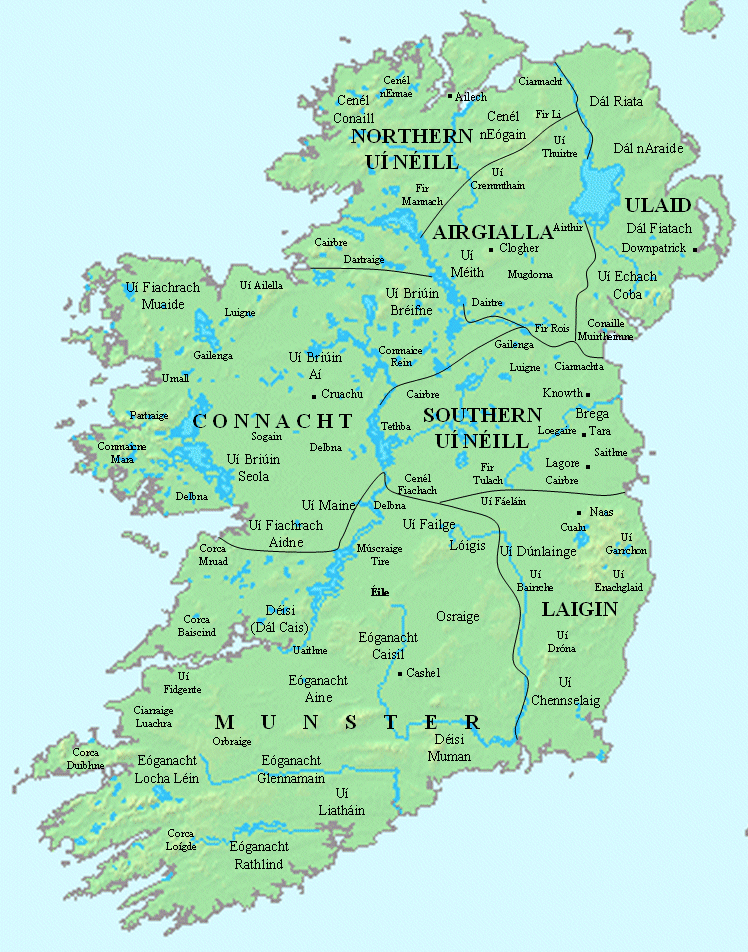
Племена та королівства в Ірландії в ранньому середньовіччі.

Кінаед мак Іргалайг — (ірл. — Cináed mac Írgalaig) — він же: Кінаед Каех, Кінаед Одноокий — верховний король Ірландії. Час правління: 722—728. Король Бреги.

## Походження
Кінаед мак Іргалайг був сином Іргалаха мак Конайнга (ірл — Írgalach mac Conaing) (пом. 702) — короля Бреги. Належав до клану О'Хонайнг (ірл. — Uí Chonaing), гілки Кногба (ірл. — Cnogba) з роду Сіл н-Аедо Слайне (ірл. — Síl nÁedo Sláine) — відгалуження південних О'Нейлів. Літописи повідомляють, що мати його — Муйренн (ірл. — Muirenn) (пом. 748) і що народився він напівсліпим і що це відбулося як наслідок прокляття святого Адомнана — батько Кінаеда — Іргалах вбив Ніала мак Кернайг Сотала (ірл. — Niall mac Cernaig Sotal) у 701 році, що був з конкуруючого клану О'Хернайг (ірл. — Uí Chernaig) щодо володінь в Південній Брега і за це святий Адомнан прокляв його і його нащадків. Муйренн тоді була вагітна і благала святого пом'якшити прокляття. На це Адомнан відповів: «Немовля, що носиш ти в утробі буде верховним королем Ірландії, але одне око тепер сліпе через гріхи його батька».

## Шлях до влади
Кінаед мак Іргалайг був королем Бреги у 724—728 роках. Королем Північної Бреги був з 718 року після перемоги над Амалгайдом мак Конгалайгом (ірл. — Amalgaid mac Congalaig). Але Суїбне мак Конгалайг (ірл. — Suibne mac Congalaig) з клану О'Хонайнг (ірл. — Uí Chonaing) згадується як вбитий в битві під Аллен, де армія О'Нейлів була розбита військами Ленстера та Мюнстера у 722 році.
Кінаед мак Іргалайг здобув трон короля Бреги та трон верховного короля Ірландії перемігши і вбивши Фогартаха мак Нейла (ірл. — Fogartach mac Néill)з клану О'Хернайг в битві Кенн Дейлден (ірл. — Cenn Deilgden) (біля Кілдалкей, графство Міт).
«Літопис Тігернаха» повідомляє, що він став верховним королем Ірландії, але «Літопис Ольстера» мовчить про це. Літописи повідомляють, що в 725 році він був в Уладі (Ольстері) судячи по всьому в поході, а в 726 році він переміг Ленстер в битві під Майне (ірл. — Maíne) і він отримав данину від королівства Ленстер (Лайгін). У 727 році він перевіз на землю Ірландії прах святого Адомнана і оприлюднив його закони.

## Смерть
У 728 році він був переможений і вбитий в битві під Друїм Коркайнн (ірл. — Druim Corcainn) Флайхбертахом мак Лойнгсігом (ірл. — Flaithbertach mac Loingsig) з клану Кенел Лоегайре (ірл. — Cenél Lóegaire). Він був останнім верховним королем Ірландії з клану Сіл н-Аедо Слайне (за виключенням короля Конгала Кногба (ірл. — Congalach Cnogba) Х ст.)

## Діти
Син Домналл мак Кінаеда (ірл. — Domnall mac Cináeda) був вбитий у битві під Ард Кіаннахта (ірл. — Ard Ciannachta) у 749 році.